# Frank O’Connor (koszykarz)
Francis „Frank” O’Connor (ur. w 1922 w Cahersiveen, zm. 29 grudnia 1997 w Tullamore) – irlandzki koszykarz, uczestnik Letnich Igrzysk Olimpijskich 1948.
Był uczestnikiem igrzysk w Londynie. W sześciu olimpijskich spotkaniach zdobył 14 punktów, przy tym notując także sześć fauli. Razem z kolegami z reprezentacji zajął 23. miejsce, jednak jego drużyna przegrała wszystkie mecze turnieju.